# حمله اعراب به ارمنستان
ارمنستان به مدت دو سده تحت سلطه خلافت راشدین باقی ماند و آنان تا اندازه‌ای خودمختاری امیرنشین‌های ارمنی را محترم شمردند؛ و در کوشش‌هایی که برای تصرف کامل ارمنستان کرده بودند با مقاومت سرسختانه‌ای روبرو شدند. حملات بزرگ آنان در سال‌های ۶۴۰ و ۶۴۲ میلادی توسط ارمنی‌ها به عقب رانده شد و نتیجه آن‌ها شکست خونین و پرتلفاتی برای عرب‌ها بود. فرماندهی نیروهای ارمنستان با تئودوروس رشتونی، سردار ارمنی بود که شخصیت نظامی خود را در خدمت امپراتوری روم شرقی نشان داده بود.

## تاریخ

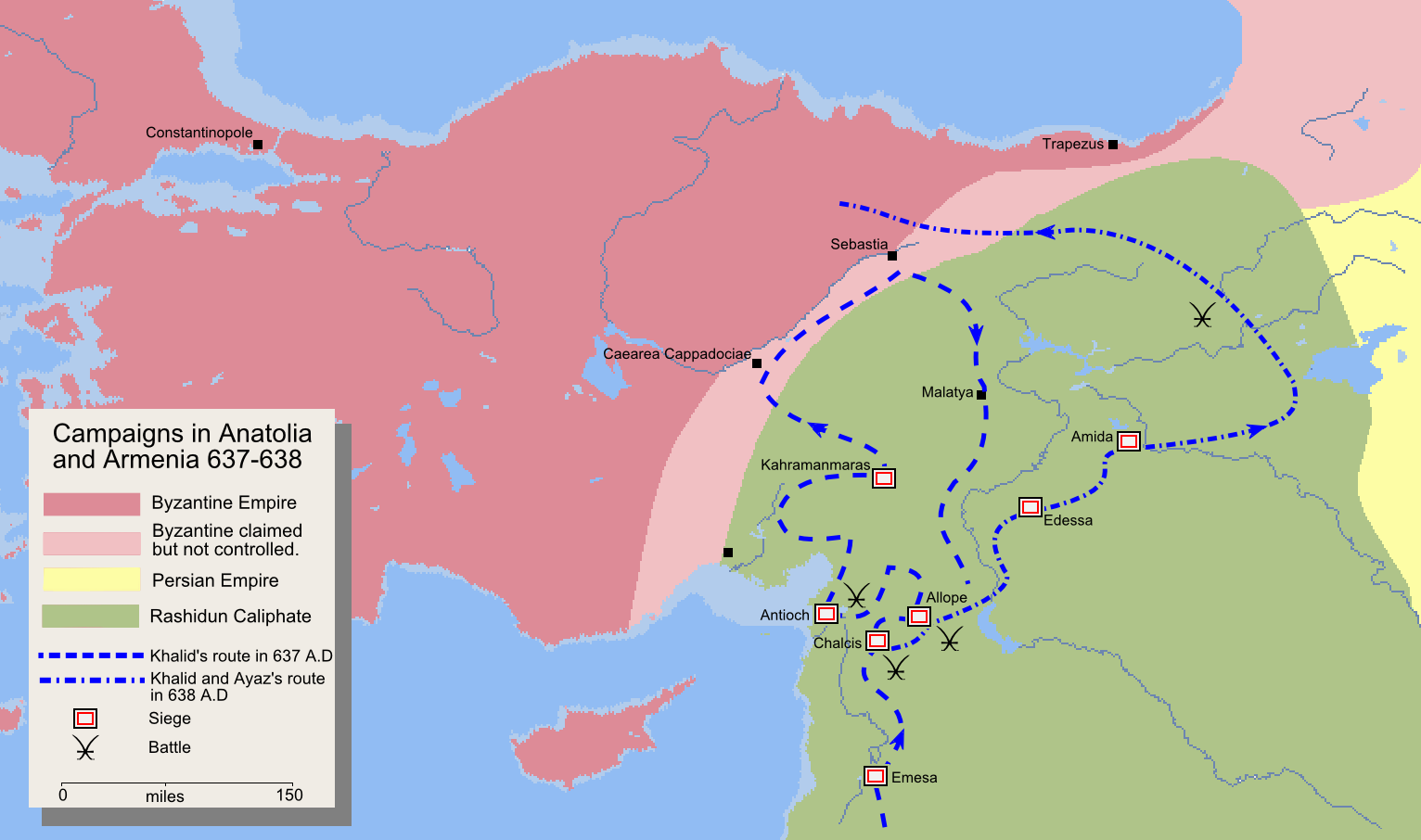
نقشه مسیر تهاجم خالد بن ولید به ارمنستان در ۶۳۸ میلادی

در حدود سال ۶۴۵ عربها توانستند بر دره‌های ارس و فرات دست یابند؛ ولی مقاومت همچنان با موفقیت در مناطق مرتفع و در اطراف دژهای ساخته برفراز کوه‌ها ادامه داشت. عربها در برابر این مقاومت لجوجانه حاضر به معامله شدند. ارمنیان نیز به سهم خود از طرز رفتار دولت رم شرقی که در این نبرد سرنوشت ساز بجز کمکی بسیار محدود به آنان دست یاری نداده بود دلسرد بودند. مذاکرات بین ژنرال رشتونی و عربها آغاز یافت و بر سر مسایل زیر به توافق رسیدند. عرب‌ها خودمختاری امیرنشین‌های ارمنی را به رسمیت می‌شناسند، و در عوض ارمنی‌ها نیز فرمانروایی عرب‌ها را با همان شرایطی که در مورد سلطه ایرانیان پیش از این معتبر بود قبول دارند.
عرب‌ها یک فرماندار کل بر ارمنستان می‌گمارند که خود ژنرال رشتونی است و ارمنستان همچون در زمان ساسانیان عده‌ای سواره‌نظام از همان سواران معروف خود را در اختیار عرب‌ها می‌گذارد تا در خدمت آنان با دشمنان بجنگند.
متن معاهده که در نامه‌ای از طرف خلیفه عرب بیان شده‌است:
«این پیمانی است منعقد بین من و شما برای تمام مدتی که شما مایل باشید. تا مدت سه سال من هیچگونه خراجی از شما نخواهم گرفت، و بعد از آن هم، شما هر چه دلتان خواست بدهید. سپس باید ۱۵۰۰۰ سوار در کشور خود برای ما مجهز کنید و نگاه دارید و هزینه آن را از مبلغ خراجی که باید به ما بپردازید بدهید. من این سواره نظام را به سوریه نخواهم خواست (یعنی خلیفه آن را در جنگهای خود با بیزانس بکار نخواهد برد) ولی باید در هر جای دیگری که من بخواهم بفرستمش عمل کند. من هیچ امیری به قلعه شما نخواهم فرستاد و هیچ افسر عربی و هیچ سواری به طرف شما اعزام نخواهم داشت. اگر یونانیان به شما حمله کنند من هر اندازه قوای کمکی که شما بخواهید برایتان می‌فرستم، و به خداوند سوگند یاد می‌کنم که در آنچه می‌گویم صادقم.»
این معاهده سخت مایه دلسردی و ناراحتی بیزانس شد، زیرا بیزانس در دفاع از خود ناتوان بود و سپاهیانش که در برابر موج لشکریان عرب می‌گریختند به این دل خوش کرده بودند که ارمنستان با ادامه دادن به دفاع از خود عمده قوای عرب‌ها را معطل خواهد کرد و به او فرصت تجدید قوا خواهد داد. لیکن ارمنیان چنین قصدی نداشتند که برای دفاع از امپراتوری بزرگی که نشان داده بود توان دفاع از خود را ندارد خویشتن را فدا کنند.
در کنار امیرنشین‌های ارمنی که خودمختاری خود را حفظ کردند جاهایی نیز مانند دره‌های ارس و فرات بودند که در آن‌ها شهرها و دشت‌های سهل الوصول بود. عرب‌ها بتدریج گماشتگان خود را در آنجاها مستقر ساختند و پادگانهایی گماشتند که مخصوصاً در شهرهای دوین و نخجوان و ارزروم متمرکز شده بودند. عرب‌ها بر این مناطق مسلط بودند و مالیات سنگینی بر مردم آن تحمیل می‌کردند. مردم در زیر بار مالیاتهای کمرشکنی که بایستی خراج سنگین پرداختنی به عرب‌ها را تأمین کند از پا درآمده بودند، و اصولاً عرب‌ها از همه کشورهایی که در تصرف داشتند خراجهای کمرشکنی وصول می‌کردند. همچنین چندین بار کوشیدند تا ارمنیان را به دین اسلام درآورند، لیکن نه زجر و آزارها و نه وعد و وعیدها نتوانستند بر دلبستگی شدیدی که ملت ارمنی به مسیحیت داشت و در واقع این آیین علت وجودی او شده بود فایق آیند. برای از بین بردن مسیحیت در ارمنستان همه ارمنیان را از بین ببرند.
مرکز عرب‌ها در ارمنستان شهر دوین بود و حاکم انتصابی از طرف خودشان با یک پادگان عرب به تعداد ۵۰۰۰ نفر در آن شهر بودند. نخستین فرماندار کل یا حاکم انتصابی ژنرال تئودوروس رشتونی بود. دومین و سومین فرماندار کل نیز ارمنی و از خاندان مامیکونیان بودند. از آن پس جانشینان آنان از عرب‌ها بودند، منتهی همیشه در کنار حاکم کل عرب نماینده‌ای هم از نجبای طراز اول ارمنی با عنوان سپهبدی بود که فرماندهی ارتش ارمنستان را برعهده داشت. این ارتش که به تعداد ۱۵۰۰۰ نفر بود موظف به حفظ و حراست کشور در برابر خطرهای خارجی و در صورت لزوم جنگ کردن با دشمن در کنار سپاهیان عرب بود. این سپهبدان ارمنی نقش واسطه بین عرب‌ها و امیرنشینهای ارمنی تحت تصرف شاهزادگان یا ایشخانهای ارمنی را نیز برعهده داشتند، و به همین جهت معمولاً ازبین خانوادهای مامیکونیان، دودمان باگراتونی و دودمان آرتسرونی انتخاب می‌شدند.
عرب‌ها کاملاً متوجه خطراتی بودند که ممکن بود از سوی این امیرنشینان خودمختار با ساکنان جنگجو و با نجبای سرکش و نافرمان گریبانشان را بگیرد. بعضی از خلفا چنین می‌اندیشیدند که:
«رها کردن چنین جنگجویان دلیری که دور از دربار ما مقیمند و به حال و هوای خود گذاشتنشان نگران کننده است.»
بر این امر هم واقف بودند که چه خدمات گرانبهایی ممکن است این شاهزادگان ارمنی به آنان بکنند. عرب‌ها نیز مانند رومیان به نقش گرانبهایی که ارمنیان به عنوان سد یا سپر بلا میان آنان و توده‌های نافرمان قفقاز جنوبی (گرجیها و آلبانیای قفقاز) بازی می‌کردند پی برده بودند. علاوه بر اینها قسمت شمالی قفقاز از سده ششم به بعد به وسیله یک توده تورانی به نام خزرها اشغال شده بود که عرب‌ها و ساکنان شمالی قفقاز را سخت به وحشت انداخته بودند. این خزرها گاه گاه از قفقاز می‌گذشتند و دشت ماورای قفقاز را غارت می‌کردند و گاه نیز دامنه تهاجم خود را تا به شمال ارمنستان می‌کشاندند.
امیرنشینهای ارمنی چندین بار در مواقعی که نمایندگان عرب‌ها در ارمنستان به سیاست فشارها و سختگیریهای مذهبی خود برمی‌گشتند یا به افراط کاریهایی در زمینه مالیات ستانی و رشوه خواری دست می‌زدند یا بار خراجها کمرشکن می‌شد، ضد عربها دست به اسلحه بردند، و در اغلب این مبارزات شاهزادگان ارمنی توانستند برای مدتی عربها را از مواضعی که در دره‌های بزرگ در اشغال خود داشتند بیرون برانند. عرب‌ها با اعزام ارتشهای عظیم و با اتخاذ سیاست مدبرانه تفرقه بینداز و حکومت کن امیرنشینان ارمنی را ضد یکدیگر تحریک می‌کردند و با استفاده از عده‌ای از آن‌ها ضد عده‌ای دیگر سرانجام موفق شدند آن دره‌های بزرگ را دوباره به تصرف درآورند.
مهمترین این مبارزه‌ها به شرح ذیل بود:
ارمنستان به رهبری سمبات یکم که در نبرد "وارتاناگرد" و گوگارک پادگان عرب نخجوان به تعداد ۸۰۰۰ نفر را که به مقابله با او آمده بودند درهم شکست و همه آنان را نابود ساخت. سمبات به کمک بیزانس قسمت اعظم ارمنستان را اشغال کرد و از تصرف عرب‌ها بدرآورد. لیکن سرانجام عربها لشکر عظیمی به فرماندهی محمد ال افشین گرد آوردند، و این لشکر توانست اگر نه همه ارمنستان لااقل شهرهای عمده آن را دوباره متصرف شود. این پیروزی سرکوبی وحشتناکی به دنبال داشت و نشانه ان حمام خونی بود که در نخجوان ریختند و بسیار مشهور است. عربها عده زیادی از نجبا را با خانواده هایشان به بهانه سرشماری در کلیسای بزرگ شهر گردآوردند (جمعاً" ۸۰۰ نفر) و همه آنان را کشتند.
به عرب‌های که از سوی خلیفه عرب‌ها جهت حکومت در منطقه ارمنی منصوب می‌شدند را «وستیکان» می‌نامیدند و به منظور داشتن پایگاهی در کشور و برای جنگ با بیزانس به اشراف و روحانیون امتیازاتی می‌دادند. با استفاده از این سیاست، در کشور باگراتونی‌ها، آرتسرونی‌ها و سیونی‌ها تقویت شده مناطق جدیدی را تحت نفوذ خود درآوردند.
در زمانی که مروان پسر محمد حاکم کل ارمنستان بود (۷۲۳ تا ۷۴۴) این کشور از آزادی بیشتری برخوردار شد، لیکن پس از او یک نظام واقعی وحشت و ارعاب با حاکمانی به نام سلیمان و بکر و حسن  آغاز گردید.
جنبشهای آزادی بخش در سده‌های ۹–۸ در اواخر سده ۷ و اوایل سده ۸ علیه خلفای عرب به وجود آمد و رهبری قیام را «گریگور مامیکونیان» بعهده گرفته و در سال ۷۴۸ میلادی. به عنوان فرمانروا و سپهبد ارمنیان منصوب شد و شهر کارین به عنوان مرکز قیام و فرماندهی انتخاب شد. عرب‌ها شروع به تسویه حساب با ناخارارها و مردم شرکت‌کننده در شورش کرده و به مقابله با مامیکونیانها پرداخت. قیام جدید در سال ۷۶۲ میلادی؛ وقتی که سردار عرب، با حمله به نواحی شرقی، استان واسپوراکان را ویران نموده و هزاران نفر را کشت، آغاز گردید. از ناخارارهای واسپوراکان، ساهاگ و هامازاسب آرتسرونی تواضع نیرومندی را تدارک دیدند. ساهاگ و هامازاسب با سپاه اندک، تا مرگ با دشمن که برتری چشمگیری از نظر نیرو داشت جنگید و سپس برادرشان گاگیک رهبری جنگ‌های رهایی بخش را به عهده گرفت و توانست سپاه عرب را شکست دهد.

## فهرست منابع
- پاسدرماجیان، هراند (۱۳۷۷). تاریخ ارمنستان. تهران: انتشارات زرین. ص. ۵۵۶ صفحه.
- خداوردیان، ک. س (۱۳۶۰). ارمنستان از دوران ماقبل تاریخ تا سده هجدهم. تهران: آ. گرمانیک. ص. جلد اول و دوم.

- "Histoire des Arabes". Louis Amélie Sédillot.
- "A history of the Georgian people". William Edward David Allen Sédillot.
- "Histoire des Arabes". Sédillot, L. -A. (Louis-Amélie), 1808-1875.
- "THE ARMENIANS IN HISTORY AND THE ARMENIAN QUESTION" (PDF). ESAT URAS.